# Beniamino Giglipriset
Beniamino Giglipriset är ett musikpris i Finland. Det utdelas till artister som bedriver forskning och musikstudier om Beniamino Gigli. Finska Beniamino Gigli-klubben, knuten till Finlands nationalopera och -balett, instiftade priset 1993 och vinnaren utses av bolagets styrelse.

## Pristagare
| År   | Pristagare                                    | Kategori              |
| ---- | --------------------------------------------- | --------------------- |
| 1993 | Raimo Sirkiä                                  | Tenor                 |
| 1994 | Peter Lindroos                                | Tenor                 |
| 1995 | Raili Viljakainen                             | Sopran                |
| 1996 | Pietro Ballo                                  | Tenor                 |
| 1997 | Riitta-Liisa Kyykkä                           | Pianist               |
| 1998 | Roberto Bencivenga                            | Tenor                 |
| 1999 | Rossella Redoglia                             | Sopran                |
| 2000 | Fabio Armiliato                               | Tenor                 |
| 2001 | Stefano Secco                                 | Tenore                |
| 2002 | Hannu Jurmu                                   | Tenor                 |
| 2003 | Salvatore Fisichella                          | Tenor                 |
| 2004 | Gabriella Colecchia                           | Mezzosopran           |
| 2005 | Giorgio Casciarri                             | Tenor                 |
| 2006 | Simona Baldolini                              | Sopran                |
| 2007 | Francisco Casanova                            | Tenor                 |
| 2008 | Andrea Cesare Coronella (also as Cesare Dina) | Tenore                |
| 2010 | Maurizio Graziani                             | Tenor                 |
| 2011 | Roberto De Biasio                             | Tenor                 |
| 2012 | Domenico Menini                               | Tenor                 |
| 2013 | Ivanna Speranza                               | Sopran                |
| 2014 | Andrea Carè                                   | Tenor                 |
| 2015 | Mika Kares                                    | Basstämma             |
| 2015 | Liisa Pimiä                                   | Pianist               |
| 2016 | Mario Leonardi                                | Tenor                 |
| 2016 | Torsten Brander                               | Musikalisk influencer |
| 2017 | Camilla Nylund                                | Sopran                |
| 2018 | Gilda Fiume                                   | Sopran                |